# Macho

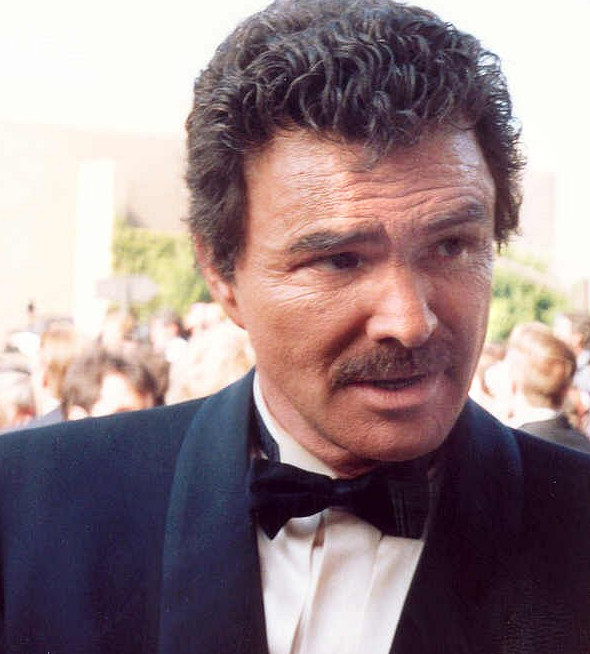
Burt Reynolds, die vaak machorollen heeft gespeeld

Macho is Spaans voor "mannetje" (dat wil zeggen een dier/mens van het mannelijk geslacht), maar verwijst in het Nederlands naar een man die zich overdreven mannelijk gedraagt en zijn moed, fysieke mannelijkheid, smaak voor vrouwen en agressiviteit tentoonspreidt.
Machogedrag wordt ook wel met machismo aangeduid, een zelfstandig naamwoord van Spaanse oorsprong.
Volgens het clichébeeld zijn macho's voorstanders van de traditionele rolverdeling tussen mannen en vrouwen. Ze zouden zich negatief opstellen tegenover de rechten van een vrouw om te werken, aan sporten deel te nemen, of andere traditioneel mannelijke rollen in de maatschappij na te streven. Los van hun achterliggende opvattingen vallen macho's in ieder geval op door hun heerszuchtige gedrag.
Heerszuchtig en nadrukkelijk mannelijk gedrag, tentoonspreiden van fysieke mannelijkheid en (seksuele) agressie worden wel in verband gebracht met het niveau van het mannelijk hormoon testosteron.